# 悬鹁鸪山
29°49′59″N 122°19′27″E / 29.833161331378715°N 122.32426643371582°E
悬鹁鸪山是浙江省舟山群岛东南部的一个岛屿，隶属舟山市普陀区桃花镇。位于桃花岛东北650米，陆域面积0.76平方公里，因形如悬在海上的鹁鸪故名。海岸线长5.64公里，岛上最高点山头登，海拔139.6米。悬鹁鸪山呈西北-东南走向，西北一带较平坦，曾有居民，目前已全部迁往桃花岛等地居住，仅有废弃的渡口。